# Грабов (Эльде)
Грабов (нем. Grabow) — город в Германии, в земле Мекленбург-Передняя Померания.
Входит в состав района Людвигслуст. Подчиняется управлению Грабов. Население составляет 5859 человек (на 31 декабря 2010 года). Занимает площадь 47,68 км². Официальный код — 13 0 54 037.